# Pałac w Wieńcu
Pałac w Wieńcu – eklektyczny pałac wybudowany w Wieńcu w latach 1890–1892 przez Kronenbergów; zaprojektował go Artur Goebel.

## Historia
Dzisiejszy zespół pałacowy został ukształtowany na polecenie najbogatszego polskiego bankiera 2 połowy XIX wieku Leopolda Stanisława Kronenberga. Na zespół pałacowy składa się oprócz pałacu Kronenbergów, oficyna-oranżeria, tzw. Stary Dwór (neogotycki pałacyk Miączyńskich) z 2 poł. XIX w. Na liście zabytków znajduje się również park z 1 poł. XIX i XX w. oraz kordegarda i ogrodzenie z końca XIX w.
Za Miączyńskich na terenie parku wybudowano neogotycki pałac, obecnie nazywany „starym pałacem”, pałacykiem.
W 1868 majątek nabył warszawski bankier Leopold Stanisław Kronenberg i polecił wybudować tu nowy pałac. Po śmierci Leopolda Kronenberga w 1878 majątkiem zarządzali jego synowie – najpierw Stanisław Leopold Kronenberg (do 1887), następnie Leopold Julian Kronenberg (do 1937). W 1904 Walerian Kronenberg poszerzył i przeprojektował park.
Syn Leopolda Juliana Kronenberga – Leopold Jan Kronenberg był ostatnim właścicielem majątku. Komunistyczny dekret o reformie rolnej z 1944 r. pozbawił Leopolda Jana Kronenberga dorobku pokoleń, a komunistyczny aparat represji zmusił go do wyjazdu z kraju. Leopold Jan Kronenberg pracował po wojnie we Włocławku przy rozwożeniu węgla. Wyjechał do Anglii w roku 1947, dzięki pomocy Czerwonego Krzyża, następnie do USA, gdzie zmarł w 1971 roku.
Po wojnie w latach 1945-48 kompleks pałacowo-parkowy użytkowany był przez Komitet Wojewódzki PPR, od 1949 jako sanatorium przeciwgruźlicze, a w roku 1960 przekształcono w Szpital Przeciwgruźliczy i Chorób Płuc. Do 2006 r. funkcjonował jako Oddział Gruźlicy i Chorób Płuc, Diagnostyki i Leczenia Raka Płuca Szpitala Wojewódzkiego we Włocławku. Zespół folwarczny, dawną gorzelnię, dawny zajazd i wiele innych XIX-wiecznych obiektów zespołu pałacowego, dziś uznawanych za zabytkowe, w okresie powojennym mocno zdewastowano.

## Galeria

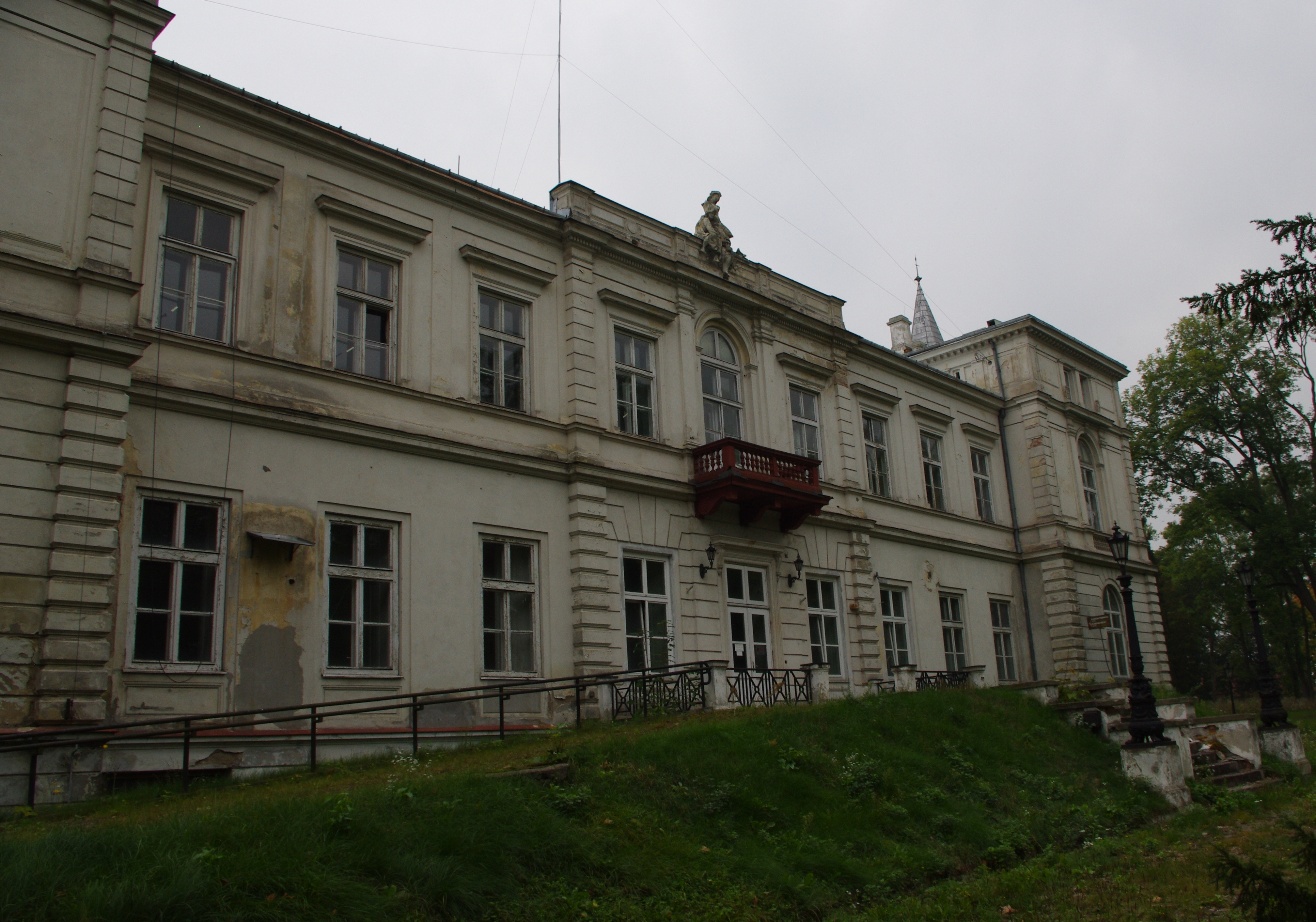
Wschodnia strona pałacu
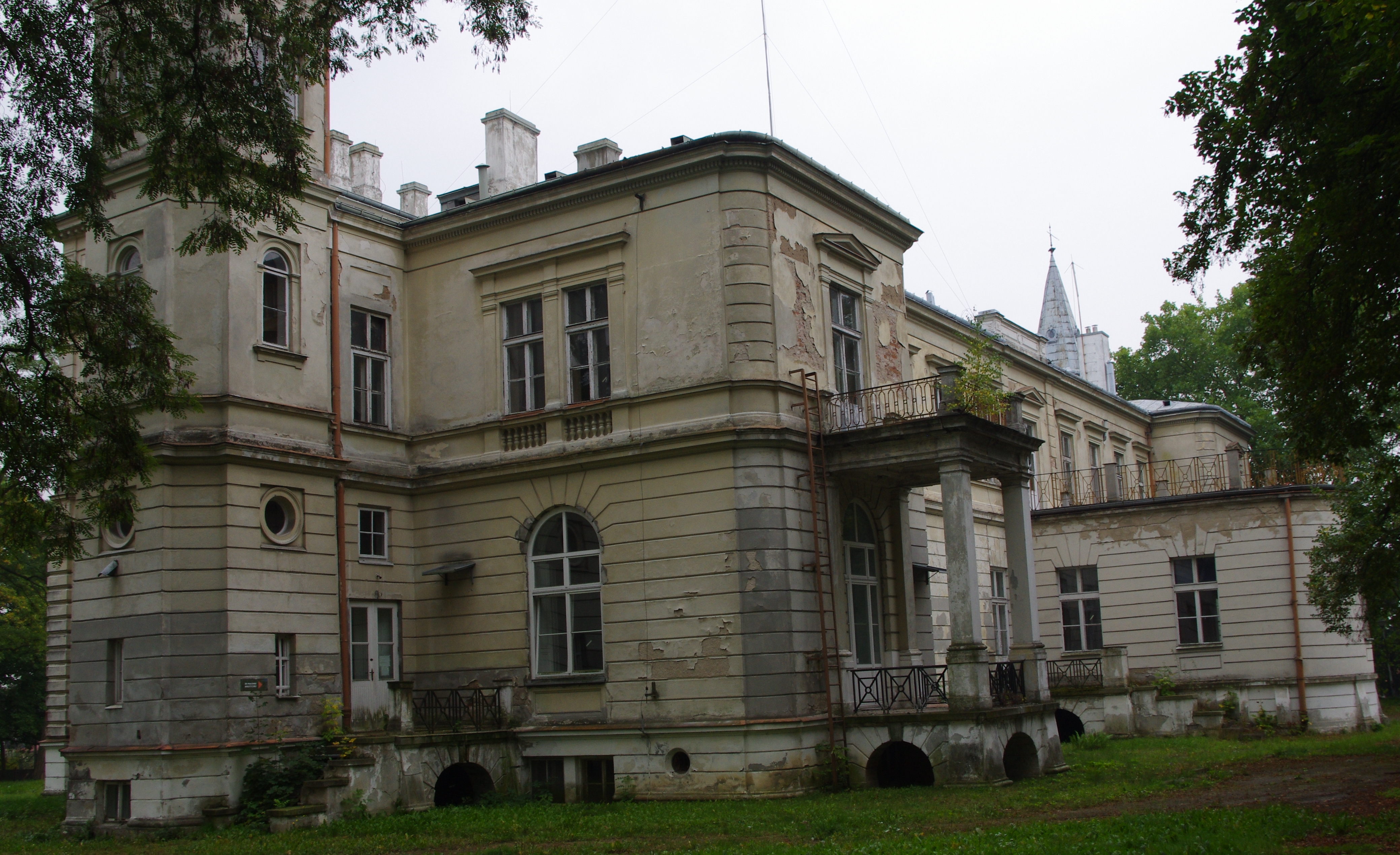
Zachodnia strona pałacu
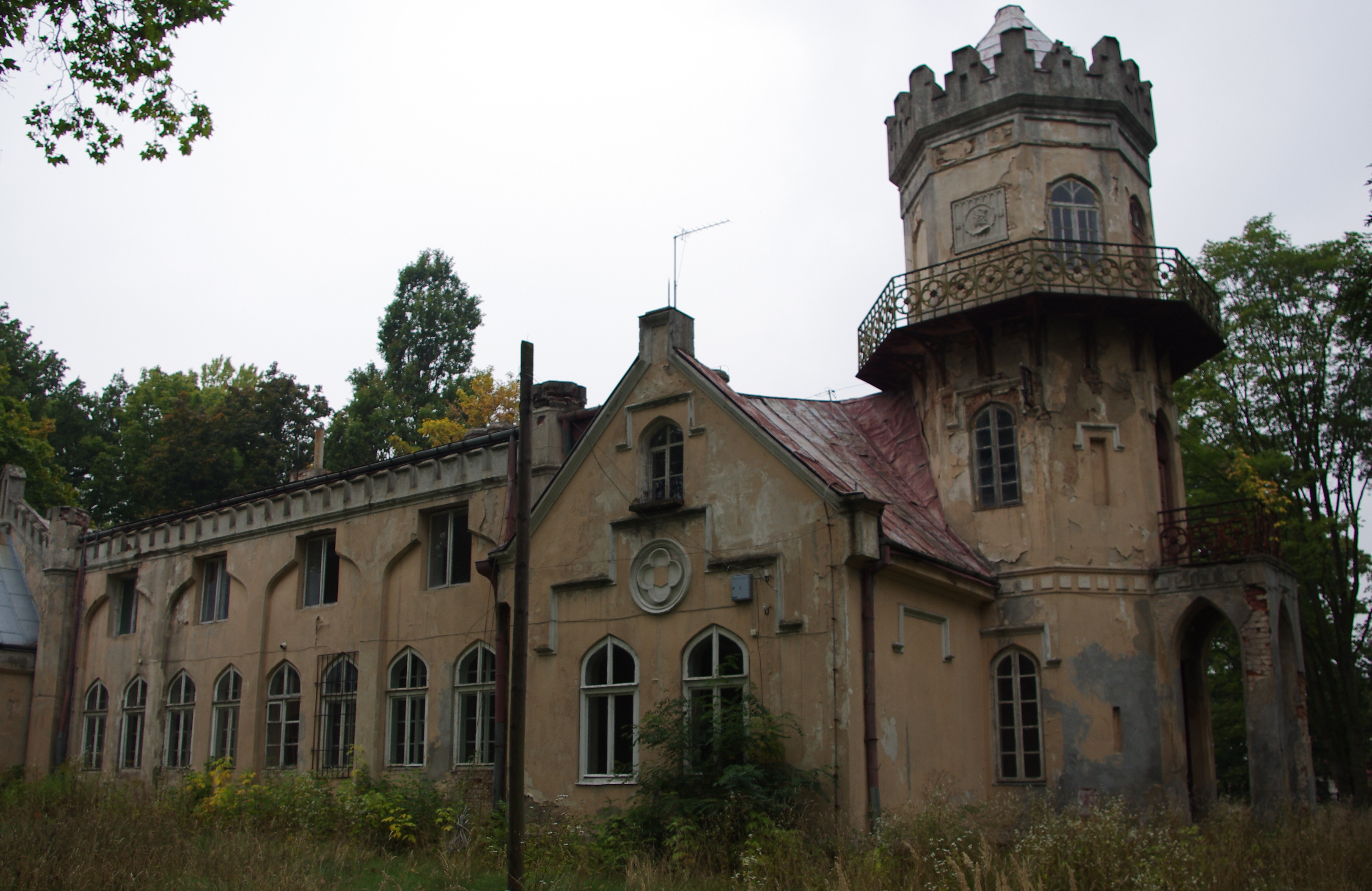
pałacyk Mączyńskich
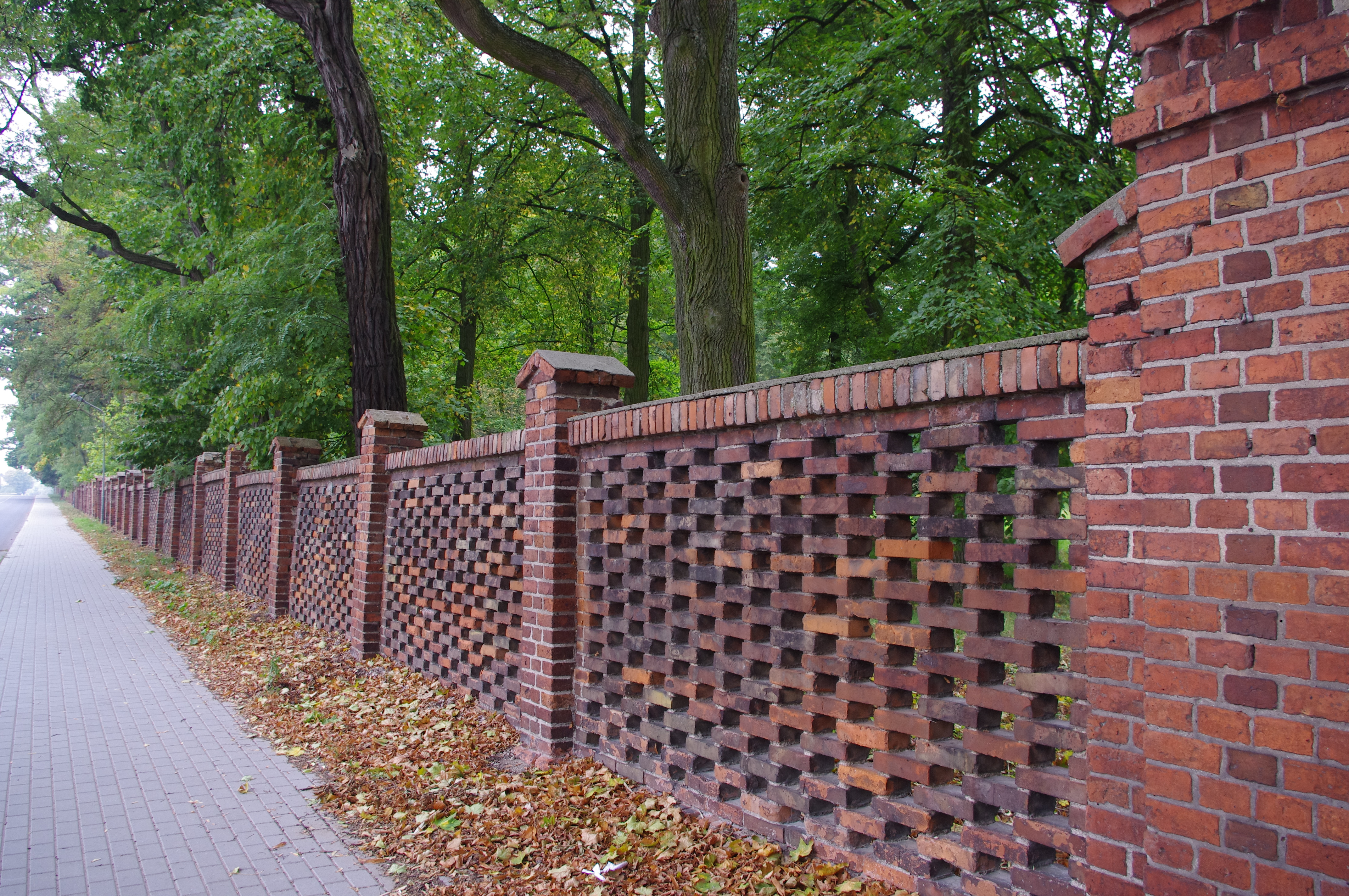
Ogrodzenie parku